# Pternistis
Genre
Pternistis est un genre d'oiseaux galliformes de la famille des Phasianidae, communément appelés francolins. Ce genre est étroitement apparenté aux genres Francolinus, Peliperdix et Scleroptila.
ITIS ne reconnaît pas ce genre et place ces espèces dans le genre Francolinus. Ce genre est reconnu par le Congrès ornithologique international qui y place 23 espèces. Toutes sont endémiques à l'Afrique subsaharienne à l'exception du francolin à double éperon (également présent au Maroc).
Les espèces de ces genres ressemblent à des perdrix, mais sont plus minces et possèdent un bec et un cou plus longs. Elles mesurent entre 31 et 42 cm de long et pèsent entre 0,25 et 1,5 kg.
Les espèces sont strictement monogame et reste indéfiniment en couple. Elle se procure l'essentiel de sa nourriture en creusant. Les francolins se nourrissent presque exclusivement de racines, de fèves d'arbustes et d'arbres légumineux, de tubercules et de graines, et se nourrissent occasionnellement de termites, de fourmis, de criquets, de fleurs et de fruits. Les prédateurs importants sont les chacals, les caracals, les servals et les oiseaux de proie, ainsi que les hérons et les marabouts.

## Liste d'espèces
Le genre contient 23 espèces :
- Pternistis squamatus – Francolin écaillé
- Pternistis ahantensis – Francolin d'Ahanta
- Pternistis griseostriatus – Francolin à bandes grises
- Pternistis hildebrandti – Francolin de Hildebrandt
- Pternistis bicalcaratus – Francolin à double éperon
- Pternistis icterorhynchus – Francolin à bec jaune
- Pternistis clappertoni – Francolin de Clapperton
- Pternistis harwoodi – Francolin de Harwood
- Pternistis swierstrai – Francolin de Swierstra
- Pternistis camerunensis – Francolin du Cameroun
- Pternistis nobilis – Francolin noble
- Pternistis jacksoni – Francolin de Jackson
- Pternistis castaneicollis – Francolin à cou roux
- Pternistis ochropectus – Francolin somali
- Pternistis erckelii – Francolin d'Erckel
- Pternistis hartlaubi – Francolin de Hartlaub
- Pternistis adspersus – Francolin à bec rouge
- Pternistis capensis – Francolin criard
- Pternistis natalensis – Francolin du Natal
- Pternistis leucoscepus – Francolin à cou jaune
- Pternistis rufopictus – Francolin à poitrine grise
- Pternistis afer – Francolin à gorge rouge
- Pternistis swainsonii – Francolin de Swainson
- Pternistis atrifrons – Francolin à front noir